# Antanas Mockus
Aurelijus Rutenis Antanas Mockus Šivickas, född 25 mars 1952, är en colombiansk matematiker, filosof och politiker. 
Mockus lämnade posten som rektor för Universidad Nacional de Colombia i Bogotá 1993 för att försöka bli vald till borgmästare, vilket han även blev. Han var Bogotás borgmästare i två ej efterföljande mandatperioder och blev känd för att föra en politik för att med humor förändra samhällssynen i Bogotá. Mockus metoder var kontroversiella och de kunde bestå av allt från att han i en reklamkampanj duschade och pratade om behovet av att spara på vatten eller att han sprang runt på gatorna i en stålmannendräkt föreställandes supermedborgaren. Den 14 mars 2010 blev Mockus vald till presidentkandidat för Colombias Gröna Parti. Den 4 april 2010 meddelade Mockus att hans vicepresidentskandidat var Medellins före detta borgmästare Sergio Fajardo. 
Den 9 april meddelade Mockus att han blivit diagnostiserad med Parkinsons sjukdom. Han berättade för La W radio att: "The prediction is that this will not affect my mental activities. I think it is absolutely fitting to tell the people about the diagnosis and about the prognosis — which is 12 years or more of normal life thanks to medication." (på svenska: "Uppskattningen är att det här inte kommer att inverka på min tankeförmåga. Jag tycker att det är passande att berätta för folket om diagnosen och prognosen - vilken är 12 år eller mer av normalt liv tack vare medicinering"). 

## Karriär och tid innan politiken
Mockus föddes i Bogotá. Han avlade kandidatexamen 1972 i matematik vid Université de Bourgogne i Dijon och examen i filosofi 1988 vid Universidad Nacional de Colombia.  Han har varit forskare och lärare vid universitet sedan 1975 och har varit vicerektor mellan 1988 och 1991 och rektor mellan 1991 och 1993..  Som dess president bidrog han till att formulera den colombianska grundlagen från 1991 som fokuserar på utbildningsfrågor.

## Borgmästarskap i Bogotá och ett misslyckat försök att bli president
Under Mockus styre förbättrades situationen i Bogotá dramatiskt. Användandet av vatten minskade med 40%, 7 000 kommunala säkerhetsgrupper skapades och andelen mord sjönk med 70%, trafikolyckor minskade med över 50%, dricksvatten blev tillgängligt för alla hushåll (en höjning från 79% 1993) och avlopp blev tillgängligt för 95% av alla hem (en höjning från 71%). När han frågade invånarna om de kunde betala en frivillig skatt på 10% av inkomsten gick 63 000 personer med på att göra det.  Hans marknadsstyrda socialpolitik var mindre lyckad. Fattigdom och arbetslöshet var höga under hela hans mandatperioder och var även fortsättningsvis ett problem för Bogotá. 
Några av hans berömda initiativ var då han anställde 420 pantomimartister för att motverka trafikolyckor, eftersom han trodde att Colombianer var mer rädda för att bli hånade än för att bli bötfällda. Han införde även en kvinnokväll då stadens män uppmuntrades att stanna hemma för att se efter hus och barn. Staden sponsrade utomhuskonserter, barer erbjöd "women-only" och kvinnliga poliser var i tjänst. Hans initiativ för att minska våldet genom att engagera medborgarna i civilt motstånd mot våld var lika originellt som effektivt. Han kombinerade effektivt humor, disciplin och tro på straff med varandra. Han har fått ett enormt stöd främst från Bogotás medel- och överklass, men har haft fram tills nyligen haft svårare att få stöd på nationell nivå. I presidentvalet 2006 fick han enbart 5% av rösterna.
Mellan hans två mandatperioder som borgmästare försökte Mockus utan att lyckas bli vald till president i Colombina, först som oberoende kandidat och sedan som Noemí Saníns vicepresidentkandidat. Under tiden ersatte Enrique Peñalosa honom som borgmästare i Bogotá. Peñalosa arbetade på ett liknande sätt och skapade nya cykelvägar och ett nytt bussystem. När Mockus försökte bli vald igen 2001 som borgmästare höll han en ceremoni i en allmän fontän där han bad om ursäkt för att han lämnat posten som borgmästare utan att ha lyckats bli president. 
Den påverkan som Mockus och Peñalosa har haft på utvecklingen av Bogotá är beskriven i en dokumentärfilm släppt i oktober 2009 med namnet CITIES ON SPEED - Bogotá Change. Den berättar "berättelsen om två karismatiska borgmästare, Antanas Mockus och Enrique Peñalosa, som med hjälp av kontroversiella metoder på mindre än 10 år förändrade en av de mest våldsamma och farliga platser på jorden till en mönsterstad."

## Senare arbete

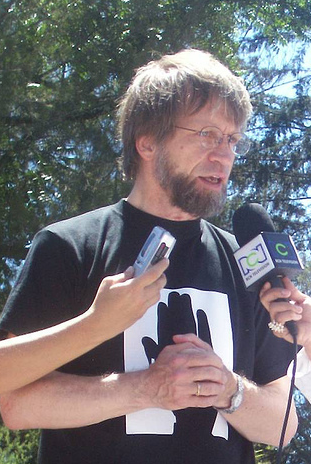
Mockus 2008

2003 lämnade Mockus platsen som borgmästare och tog ett sabbatsår. Han ersattes då av Luis Eduardo Garzón. Under sitt sabbatsår reste han runt, föreläste och talade över hela världen. Han hade planerat att återvända till CNU efterföljand år men sa att han övervägde att inleda en presidentkampanj.
Efter att ha tillbringat två veckor på Harvards Kennedy School of Government i USA 2004 återvände Mockus till Harvard för att undervisa två kurser i spanska höstterminen 2004-2005. I november åkte Mockus till University of Virginia för att där föreläsa om hur man kan använda sig av sociala mekanismer liknande hur han gjort som Bogotás borgmästare.
2004 valde den litauiska tidningen Draugas Mockus som Årets litauier då hans föräldrar är litauer. I oktober 2004 besökte han för första gången den litauiska diasporan i Chicago, vilken är den största litauiska gruppen utanför Litauen. Väl där höll Mockus ett tal på litauiska.
2006 genomförde Mockus en presidentkampanj som medlem av Movimiento Alianza Social Independiente  Han slutade fyra med 1,24% av rösterna. 

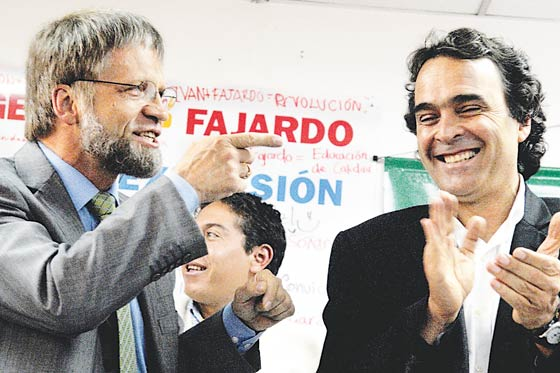
Antanas Mockus and Sergio Fajardo

I februari 2008 var han inledningstalare på World Conference on Development of Cities, som hölls i brasilianska Porto Alegre. 
I mars 2010 var han en talare på International Conference of Innovative Cities i Curitiba. 
Han är för tillfället ordförande för Corpovisionarios, en organisation som hjälper städer genom att lösa problem med hjälp av metoder som Mockus använde när han var borgmästare i Bogotá. 
I augusti 2009 anslöt sig Mockus och två andra före detta borgmästare (Peñalosa och Garzón) till en ny politisk rörelse - Colombias Gröna Parti - och bestämde sig för att en av dem skulle försöka bli president. Mockus, Peñalosa och Garzón genomförde en ny typ av kampanj där de berömde varandra och uppmanade folk att rösta på den de tyckte var bäst. Genom en omröstning den 14 mars 2010, vilken han vann, blev Mockus Colombias Gröna Partis presidentkandidat. Den 4 april 2010 bestämde Mockus att hans vicepresidentkandidat skulle bli Medellíns före detta borgmästare Sergio Fajardo. I och med att Fajardo blev hans vicepresidentkandidat så enade det två grupper nära mitten av det politiska spektrumet.

## Fotnoter
1. ↑  läs online, www.univ-paris8.fr , läst: 24 juni 2024.[källa från Wikidata]
2. ↑  ”Second-placed Colombian candidate has Parkinson's”. Reuters. 9 april 2010. http://www.reuters.com/article/idUSTRE6384A420100409. Läst 12 april 2010.
3. ↑  ”Colombian presidential contender Antanas Mockus has Parkinson's disease, campaign continues”. Associated Press. 9 april 2010. http://www.startribune.com/world/90379684.html?elr=KArks:DCiUBcy7hUiacyKUUr. Läst 13 april 2010.[död länk]
4. 1 2 3  ”Columbia250”. Columbia University. http://c250.columbia.edu/c250_events/symposia/constitutions_bios.html. Läst 7 maj 2010.
5. ↑  ”Academic turns city into a social experiment”. Harvard University Gazette. http://www.news.harvard.edu/gazette/2004/03.11/01-mockus.html. Läst 7 maj 2010.
6. ↑  ”Election Profile: Country: Colombia”. International Foundation for Electoral Systems. http://www.electionguide.org/election.php?ID=1011. Läst 3 juni 2010.
7. ↑  ”Presidential Candidate Performance:”. International Foundation for Electoral Systems. Arkiverad från originalet den 17 maj 2011. https://web.archive.org/web/20110517151256/http://www.electionguide.org/reports3.php?region=3&start_year=2001&submitted=1. Läst 3 juni 2010.
8. ↑  Cidades Inovadoras 2010 Arkiverad 6 juli 2011 hämtat från the Wayback Machine.